# Suzy (motorfiets)
Suzy is een historisch merk van motorfietsen.
Ets. Motos Suzy, Levallois (1932-1933).
Frans merk dat aparte modellen met een volledig ingesloten 498 cc Chaise-OHC-blokmotor bouwde.